# 22 tháng 1
22 tháng 1 là ngày thứ 22 của năm theo lịch Gregory. Sau ngày này còn 343 ngày trong năm thường hoặc 344 ngày trong năm nhuận.

## Sự kiện
- 613 – Konstantinos III mới tám tuổi khi đăng quang đồng hoàng đế của Đế quốc Đông La Mã tại thủ đô Constantinopolis.
- 617 – Tùy mạt Đường sơ: Lâm Sĩ Hoằng xưng là hoàng đế, đặt quốc hiệu là Sở, sau đó mở rộng lãnh thổ tại khu vực Giang Tây và Quảng Đông, tức ngày Nhâm Thìn (10) tháng 12 năm Bính Tý.
- 1506 – Đạo quân Đội cận vệ Thụy Sĩ đến Thành Vatican.
- 1555 – Quân đội triều Taungoo đánh chiếm kinh thành của triều Ava, bắt giữ Quốc vương Sithu Kyawhtin của Ava.
- 1901 – Edward VII được tuyên bố là quốc vương sau khi mẹ của ông là Nữ vương Victoria của Anh qua đời.
- 1946 – Thành lập Nhóm Tình báo Trung ương, tiền thân của Cơ quan Tình báo Trung ương.
- 1962 – Tổ chức các quốc gia châu Mỹ đình chỉ tư cách thành viên của Cuba.
- 1968 – Chiến tranh Việt Nam: Chiến dịch Igloo White được triển khai, mục đích là thiết lập một hệ thống thám báo điện tử ngăn chặn sự chi viện của miền Bắc qua đường mòn Hồ Chí Minh.
- 1984 – Apple Inc. giới thiệu máy tính Macintosh đầu tiên thông qua phim quảng cáo trên truyền hình.
- 2006 – Evo Morales tuyên thệ nhậm chức tổng thống Bolivia, trở thành vị tổng thống người bản xứ đầu tiên của nước này.

## Sinh
- 1552 – Walter Raleigh, quý tộc, tác gia, binh sĩ, điệp viên, nhà thám hiểm người Anh (m. 1618)
- 1553 – Mori Terumoto, quân phiệt người Nhật Bản (m. 1625)
- 1561 – Francis Bacon, triết gia người Anh (m. 1626)
- 1650 – Nguyễn Phúc Thái, chúa Nguyễn thứ năm của Đàng Trong (m. 1691).
- 1785 – Lê Ngọc Bình, công chúa con vua Lê Hiển Tông, chánh thất của vua Cảnh Thịnh, sau là thứ phi của vua Gia Long (m. 1810).
- 1788 – Lord Byron, thi nhân người Anh (m. 1824)
- 1849 – August Strindberg, tác gia người Thụy Điển (m. 1912)
- 1869 – Grigori Yefimovich Rasputin, tu sĩ người Nga, tức 9 tháng 1 theo lịch Julius (m. 1916)
- 1877 – Hjalmar Schacht, kinh tế gia, chính trị gia người Đức (m. 1970)
- 1879 – Mikhail Velikanov, nhà thủy văn học người Nga và Liên Xô, tức 10 tháng 1 theo lịch Julius (m. 1964)
- 1891 – Antonio Gramsci, triết gia và chính trị gia người Ý (m. 1937)
- 1892 – Marcel Dassault, doanh nhân người Pháp, thành lập Dassault Aviation (m. 1986)
- 1901 – Walther Sommerlath, doanh nhân người Đức (m. 1990)
- 1908 – Lev Landau, nhà vật lý học người Nga, đoạt giải Nobel, tức 9 tháng 1 theo lịch Julius (m. 1968)
- 1909 – U Thant, nhà ngoại giao người Miến Điện, Tổng Thư ký Liên Hợp Quốc (m. 1974)
- 1914 – Giacôbê Nguyễn Văn Mầu, giám mục người Việt Nam (m. 2013)
- 1914   – Sisowath Sirik Matak, thành viên vương thất và chính trị gia người Campuchia (m. 1975)
- 1930 – Hildegard Goss-Mayr, nhà thần học, nhà hoạt động người Áo
- 1931 – Sam Cooke, ca sĩ người Mỹ (m. 1964)
- 1931   – Nguyễn Kiến Giang, nhà hoạt động chính trị, nhà báo người Việt Nam (m. 2013)
- 1936 – Vương Đỉnh Xương, chính trị gia người Singapore, Tổng thống Singapore (m. 2002)
- 1936   – Alan J. Heeger, nhà hóa học người Mỹ, đoạt giải Nobel
- 1955 – Neil Bush, doanh nhân người Mỹ
- 1965 – Diane Lane, diễn viên người Mỹ
- 1965 – Chintara Sukapatana, diễn viên người Thái Lan
- 1966 – Hữu Châu, diễn viên người Việt Nam
- 1969 – Hứa Tình, diễn viên người Trung Quốc
- 1971 – Stan Collymore, cầu thủ bóng đá người Anh
- 1973 – Rogério Ceni, cầu thủ bóng đá người Brasil
- 1977 – Nakata Hidetoshi, cầu thủ bóng đá người Nhật Bản
- 1982 – Fabricio Coloccini, cầu thủ bóng đá người Argentina
- 1984 – Raica Oliveira, người mẫu người Brasil
- 1985 – Mohamed Sissoko, cầu thủ bóng đá người Mali
- 1988 – Marcel Schmelzer, cầu thủ bóng đá người Đức

## Mất
- 239 – Tào Duệ, tức Ngụy Minh Đế, hoàng đế của triều Tào Ngụy, tức ngày Đinh Hợi (1) tháng 1 năm Kỉ Mùi theo lịch của Tào Ngụy (s. 205)
- 1170 – Vương Trùng Dương, đạo sĩ người Trung Quốc, tức 4 tháng 1 năm Canh Dần (s. 1113)
- 1666 – Shah Jahan, hoàng đế của Đế quốc Mogul (s. 1592)
- 1901 – Victoria của Anh Quốc (s. 1819)
- 1922
  - Fredrik Bajer, chính trị gia người Đan Mạch, đoạt giải Nobel (s. 1837)
  - Giáo hoàng Biển Đức XV (s. 1854)
- 1924 -  Vladimir Ilyich Lenin, nhà hoạt động cách mạng Nga (Liên Xô cũ) (s.1870)
- 1973 – Lyndon B. Johnson, Tổng thống Hoa Kỳ (s. 1908)
- 1994 – Telly Savalas, diễn viên Mỹ (s. 1922)
- 1995 – Phùng Quán, tác gia người Việt Nam (s. 1932)
- 2005 – Consuelo Velázquez, nghệ sĩ dương cầm và nhà sáng tác người Mexico (s. 1924)
- 2007 – Ngô Quang Trưởng, tướng lĩnh người Việt Nam (s. 1929)
- 2007   – Cha Pierre, tu sĩ người Pháp (s. 1912)
- 2008 – Heath Ledger, diễn viên người Úc (s. 1979)
- 2008   – Cao Văn Viên, tướng lĩnh người Việt Nam (s. 1921)
- 2009 – Lương Vũ Sinh, nhà văn người Trung Quốc (s. 1926)
- 2014 – Lê Hiếu Đằng, nhà hoạt động chính trị người Việt Nam (s. 1944)
- 2021 – Hank Aaron (s. 1934)
- 2022 - Thích Nhất Hạnh, thiền sư, giảng viên, nhà văn, nhà thơ, nhà khảo cứu, nhà hoạt động xã hội và nhà hoạt động hòa bình người Việt Nam (s.1926)

## Những ngày lễ
- Công giáo – Ngày kỉ niệm Thánh Vincent